# 小山久二郎

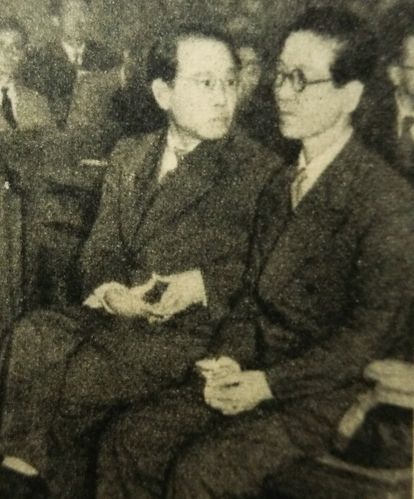
チャタレー裁判時の小山（左側）。伊藤整（右側）とともに。

小山 久二郎（おやま ひさじろう、1905年9月7日 - 1984年1月12日）は、日本の出版人、実業家。出版社・小山書店の設立者で、安倍能成の甥。チャタレー事件の被告となったことでも知られる。

## 略歴
愛媛県松山市生まれ、温泉郡南吉井村（現東温市）出身。法政大学中退。岩波書店を経て、1933年に小山書店を設立する。1941年に下村湖人『次郎物語』がベストセラーとなる。
戦後、三木清『読書と人生』、出隆『哲学以前』などを出版し、1950年に発行した伊藤整訳『チャタレイ夫人の恋人』がわいせつ文書として告発される（チャタレー事件）。1957年、最高裁判決で有罪とされ罰金刑を受ける。のち、赤ちゃんとママ社を設立する。

## チャタレー事件
チャタレイ夫人の恋人が摘発、起訴された際には次のコメントを残している。

## 人物
安倍能成が小山について以下のように語っている。

## 著書
- 『ひとつの時代-小山書店私史』（六興出版、1982）

## 参考
- kotobank > 小山久二郎とは
- 『現代人名情報事典』（平凡社、1987）